# آنا رزان
آنا رزان (به یونانی: Άννα Ρεζάν) (زاده ۲۱ آذر ۱۳۷۱) بازیگر، مدل، موسیقی دان و فیلمساز یونانی است. اولین نقش بلند بین المللی او در فیلم کمدی آموس پو بود، ترجمه جدیدی از کمدی الهی دانته توسط آموس پو که در جشنواره فیلم ونیز ۲۰۱۰ به نمایش درآمد و روبرتو بنینی در آن نقش آفرینی کرد. اولین آهنگ او به نام بگذار آنجا باران باشد در سال ۲۰۱۱ به صورت بین المللی منتشر شد و در سال ۲۰۱۶ "بگذار عشق باشد" توسط گروه موسیقی یونیورسال به صورت بین المللی منتشر شد. در سال ۲۰۱۷، او در فیلم "رقص آتش عشق مُرد: با میکیز در جاده" اثر آستریس کوتولاس همبازی شد. این فیلم برای اولین بار در جشنواره بین المللی فیلم هوف به نمایش درآمد. اولین کارگردانی رزان، مردم من، یک فیلم مستند تاریخی است که با همکاری میچل بلاک و کیم مگنوسون ساخته شده است. برای اولین بار در لس آنجلس با نقد های مثبت روبرو شد و قرار است در سال ۲۰۲۴ اکران شود.

## بیوگرافی
آنا رزان(به یونانی:Άννα Ρεζάν؛ زاده شده به نام Anna Hannah Rezan Kritseli، یونانی:Άννα Χάνα Ρεζαν Κριτσέλη؛ ۱۲ دسامبر ۱۹۹۲) یک هنرپیشه و خواننده یونانی است. او کار خود را در اوایل نوجوانی با حضور در فیلم‌ها و سریال‌های تلویزیونی یونانی آغاز کرد، به ویژه در فیلم کمدی شو بیچ در سال ۲۰۱۰ که در جشنواره بین‌المللی فیلم تسالونیکی به نمایش درآمد.

### اوایل زندگی
او در آتن از خانواده فوتیس رزان کریتسلی و اوا ماتیلدا کالامارا متولد شد که هر دو به هنرهای دراماتیک علاقه دارند رزان اصالتاً اهل شهر مارسی آتیک یونان است. پدر او که از تبار ازمیری(ترکیه)، کرت(جزیره‌ای در یونان) و پلوپونزی(جزیره‌ای در اقیانوس آرام) است، یک قاضی فدرال است که آرزوی کارگردانی داشت.  مادرش، یک وکیل یونانی-یهودی(اسرائیلی) با تبار اسپانیایی و لهستانی بود، قبل از رفتن به دانشکده حقوق در مدرسه هنرهای دراماتیک کارولوس کون تحصیل کرد. مادربزرگ مادری او در طول جنگ جهانی دوم از آشویتس جان سالم به در نبرد. رزان یک برادر بزرگتر به نام لئون دارد، که از نظر مادری با ماریا رزان و از نظر پدری با کنستانتین پی کاوافی خویشاوندی دارد. پدرش در آگوست ۲۰۰۷ میلادی درگذشت. رزان از دوران کودکی به هنر علاقه مند بود و پس از تماشای فیلم های یونانی، موزیکال، فیلم های دیزنی و کمدی تصمیم گرفت بازیگر شود. او اجرا را در ۱۱ سالگی در یک نمایش مدرسه آغاز کرد و بعداً با استیج کوچ پروداکشنز اجرا کرد.  او در سن ۹ سالگی شروع به نوشتن اشعار کرد  و در ۱۷ سالگی آموزش گیتار الکتریک را آغاز کرد. در سن ۱۱ سالگی، او در یک نمایش تئاتر با اجرای اوپس بازی کرد. سال بعد، او در تالار مشاهیر ماه بازی کرد که برای اولین بار در اپرای ملی یونان و توسط وزارت فرهنگ قبرس تولید شد. وزیر آموزش و پرورش یونان در این اجرا حضور داشت. او کلاس‌هایی را در آکادمی فیلم نیویورک گذراند و در اواخر سال ۲۰۰۹ برای تحصیل در رشته روزنامه‌نگاری در دانشگاه پانتیون ثبت‌نام کرد. او همچنین دوره‌های بازیگری را در مؤسسه تئاتر و فیلم لی استراسبرگ در لس‌آنجلس گذراند، جایی که او به صورت پاره وقت در آنجا زندگی می‌کرد. در دوران نوجوانی، مقالات او که در مورد عشق، درمان، فیلم و موسیقیدانانی مانند دیوید بووی، نیک کیو و دِ کیور متمرکز بود، در مجلات مستقل منتشر شد.

### حرفه

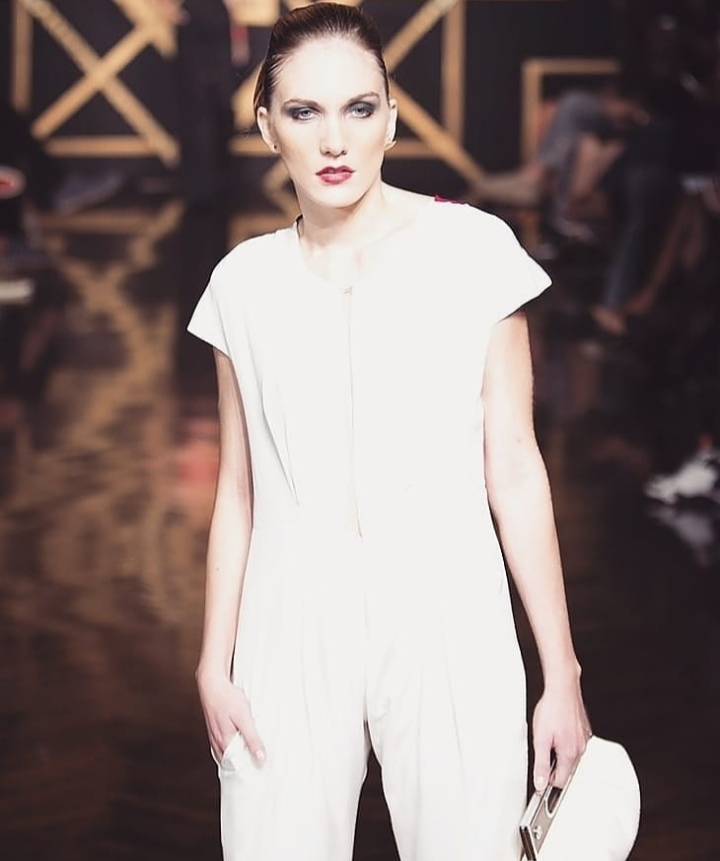

- رزان در حال راه رفتن روی باند فستیوال مد و فشن نیویورک

بازیگری و کارگردانی:::
در سال ۲۰۰۵، رزان اولین حضور خود را در تلویزیون یونان در برنامه «Η Νταντά»، اقتباس یونانی از دایه، انجام داد و نقش‌هایی جزئی در چندین سریال تلویزیونی و فیلم داشت. او به عنوان مجری تولید بر روی مجموعه فیلم خواهرانه شلوار مسافرتی کار کرد. در ست دی جی آرمین ون بورن در کاوو پارادیزو در میکونوس اجرا کرد؛ و نماینده یونان در مسابقه دوشیزه اتحادیه اروپا در سال ۲۰۰۸ بود. در آن سال، او همچنین در نقش سوتلانا در کمدی یونانی اتاق قرمز ظاهر شد، جایی که روسی صحبت می کرد. در یک اقتباس تلویزیونی از خداحافظ آناتولی در نقش آرتمیتسا بازی کرد. و در اپرای راک ۳۰۰ اسپارتان در تور جهانی خود اجرا کرد. او در سال ۲۰۰۹ مدتی را در لندن گذراند و قبل از اسکان مجدد در لس آنجلس برای مدت کوتاهی به شهر نیویورک نقل مکان کرد. او به کار در یونان در پروژه هایی مانند فیلم کاتارسی و به عنوان ستاره مهمان در لولا ادامه داد. او در کمدی عاشقانه عشق در نگاه اول، یک فیلم کوتاه از پاتریشیا دی سالوو که در جشنواره فیلم کن ۲۰۱۰ انتخاب شد، همکاری کرد. او همچنین زمانی را در لندن برای مدلینگ مد لباس از ریرا سوگاوارا برای مجله ووگ ایتالیا گذراند و در هفته مد لندن حضور داشت. کیته بروستر او را در سال ۲۰۱۴ در هفته مد نیویورک دعوت کرد. او به عنوان هریسا، یک خواننده راک نوجوان که به یک ستاره راک تبدیل می‌شود، در نمایش عوضی نیکوس زروو در سال ۲۰۱۰ بازی کرد. این فیلم برای اولین بار در جشنواره بین المللی فیلم تسالونیکی به نمایش درآمد. از آنجا، او در تعدادی از برنامه‌ها و فیلم‌های تلویزیونی از جمله آیا همیشه در ماه بوده‌اید؟ و در مجلاتی مانند کاسموپولیتن، ماری کلایر و اسکوایر ظاهر شد. در سال ۲۰۱۵، او فیلم Dance Fight Love Die: With Mikis On the Road را فیلمبرداری کرد، یک فیلم مستند تخیلی توسط آستریس کوتولاس درباره آهنگساز میکیس تئودوراکیس. این فیلم برای اولین بار در جشنواره بین المللی فیلم هوف در سال ۲۰۱۷ به نمایش درآمد و در سال ۲۰۱۸ در سینماها اکران شد. میکیس تئودوراکیس و جورج دالاراس بازی او را تحسین کردند. در سال ۲۰۱۶، او میزبان اولین مراسم سالانه جوایز جشنواره فیلم باکس هلاس در برلین، اولین جشنواره فیلم یونانی شهر بود. سال بعد، او سوپر مدل کیت مسکوویتز را در خانه باز ویکتوریا لاریمور به تصویر کشید.
در سال ۲۰۱۹، رزان تولید فیلم Beauty Before Age را آغاز کرد، یک کمدی تلویزیونی بریتانیایی، که قرار است در سال ۲۰۲۳ اکران شود. در سال ۲۰۲۲، او یک مستند کوتاه با تمرکز بر اردوگاه کار اجباری ماکرونیسوس، The Re Education Camp را تولید کرد. جنگ داخلی یونان و حکومت یونان. مردم من که او نویسندگی، کارگردانی، تهیه کنندگی و گویندگی آن را برعهده داشت، یک مستند بلند درباره یهودیان یونان و جنبش مقاومت یونان در طول جنگ جهانی دوم است. این فیلم برای اولین بار در سال ۲۰۲۲ در جشنواره فیلم یونانی لس آنجلس در لس آنجلس به نمایش درآمد. در اکتبر ۲۰۲۲، اولین نمایش خود در شهر نیویورک را داشت و در آنجا جایزه تماشاگران را برای بهترین فیلم دریافت کرد. این فیلم برای اولین بار در کلرادو در جشنواره فیلم ویل به نمایش درآمد. در ژانویه ۲۰۲۳، بخش شماره ۲۸۵ شوالیه برگن AHEPA میزبان اولین نمایش "مردم من" در نیوجرسی بود، به منظور گرامیداشت روز یادبود هولوکاست و همچنین رزان به دلیل ترویج هلنیسم در سراسر جهان. در سپتامبر ۲۰۲۳، رزان توسط براک پیرس و اعضای کنگره به دلیل مشارکت در تاریخ و فرهنگ، در واشنگتن دی سی مورد تقدیر قرار گرفت. یک هفته بعد، او به صحنه بازگشت و در نمایش یانیس ریتسوس در زادگاهش یونان بازی کرد، که توسط آستریس کوتولاس کارگردانی شد او در ماه نوامبر یک قطعه تئاتر موزیکال با عنوان "دوستان قدیمی ام را صدا می زنم..." را روی صحنه برد. بزرگداشت ۵۰ سالگرد قیام پلی تکنیک آتن. در سال ۲۰۲۴ او در سریال کمدی توبی با نام Great Kills همبازی شد.

## زندگی‌نامه
رزان در شهر ماروسی در استان آتیک در کشور یونان متولد شده‌است.

## فیلم‌شناسی
| سال  | عنوان                                   | نقش       | توضیحات |
| ---- | --------------------------------------- | --------- | ------- |
| ۱۳۸۷ | خواهری از سفر آرزوها ۲                  | دانشجو    |         |
| ۱۳۹۱ | عصر یخبندان: رانش قاره‌ای (دوبله یونانی) | ماموت کتی |         |